# Multernhäusl
Multernhäusl ist ein Ortsteil des niederbayerischen Marktes Ruhmannsfelden im Landkreis Regen.

## Geographie
Die Einöde liegt etwa einen halben Kilometer westlich des Hauptortes an der Bundesstraße 11.